# 須坂バスストップ
須坂バスストップ（すざかバスストップ）は、長野県須坂市の上信越自動車道上にある高速バス停留所。国道406号と上信越道が交差する付近にある。上信越道須坂とも称する。

## 停車する路線
- 長野 - 新潟線
高田 - 須坂BS - 小布施BS

## 周辺
- 長野電鉄村山駅